# Le Sud (film, 1988)
Pour les articles homonymes, voir Le Sud.
Pour plus de détails, voir Fiche technique et Distribution.
Le Sud (Sur) est un film franco-argentin réalisé par Fernando E. Solanas, sorti en 1988.

## Synopsis
Floreal Echegoyen, emprisonné depuis cinq ans, est libéré au moment où s'achève la période de la dictature en Argentine. Craignant de retrouver sa famille, il déambule sans but à travers la ville. Ses compagnons sont morts, son épouse l'a trompé avec un Français exilé et il ne reconnaît même plus le monde dans lequel il vivait. Grâce au témoignage d'un ami disparu, il apprend ce que fut l'existence de ses compatriotes durant ses années d'incarcération...

## Fiche technique
Sauf indication contraire, les informations mentionnées dans cette section peuvent être confirmées par la base de données cinématographiques IMDb,  présente dans la section « Liens externes ».
- Titre : Le Sud
- Titre original : Sur
- Réalisation : Fernando E. Solanas
  - Assistant réalisation : Gaspar Noé
- Scénario : Fernando E. Solanas
- Musique : Astor Piazzolla
- Photographie : Félix Monti
- Montage : Juan Carlos Macías et Pablo Mari
- Direction artistique : Fernando E. Solanas
- Décors : Fernando E. Solanas
- Production : Envar El Kadri, Pierre Novat, Dolly Pussi, Sabina Sigler et Fernando E. Solanas
- Sociétés de production : Canal+, Cinesur et Productions Pacific
- Pays de production :  Argentine et  France
- Langues originales : espagnol et français
- Format : couleurs - Dolby
- Genre : drame
- Durée : 127 minutes
- Dates de sortie :
  - Argentine : 5 mars 1988
  - France : mai 1988 (sortie nationale) ; 7 décembre 1988 (sortie nationale)

## Distribution
Sauf indication contraire, les informations mentionnées dans cette section peuvent être confirmées par la base de données cinématographiques IMDb,  présente dans la section « Liens externes ».
- Susú Pecoraro : Rosi Echegoyen
- Miguel Ángel Solá : Floreal Echegoyen
- Philippe Léotard : Roberto
- Lito Cruz : El Negro
- Ulises Dumont : Emilio
- Roberto Goyeneche : Amado
- Gabriela Toscano : Blondi
- Mario Lozano : Echegoyen

## Distinctions
Sauf indication contraire, les informations mentionnées dans cette section peuvent être confirmées par la base de données cinématographiques IMDb,  présente dans la section « Liens externes ».
- Festival de Cannes 1988 : prix de la mise en scène et prix du public
- Festival de La Havane 1988 : premier prix Gran Coral